# Flávio Galvão
Flávio José Galvão de França (São Paulo, 30 de julho de 1947) é um ator, locutor e ex-dublador brasileiro. Iniciou a carreira artística na dublagem, trabalhando nos estúdios da AIC São Paulo, até ingressar na televisão e no cinema, tendo trabalhado nas maiores emissoras do país, como Tupi, Globo, Cultura e RecordTV.

## Biografia
Formado em Filosofia, trabalhou em mais de quarenta novelas. como em Apocalipse (2017), vivendo o vilão falso profeta Stefano Nicolazzi. No cinema atuou no filme de Joaquim Pedro de Andrade, O Homem do Pau Brasil (1982). Desde setembro de 2016, é comentarista do Jornal da Cultura. Também foi dublador, no seriado Jeannie é um Gênio da década de 60, como a voz do major Nelson.
Vida pessoal
Foi casado por quase quarenta anos (1972–2011) com a atriz Elaine Cristina, com quem teve um filho, que seguiu a carreira de arquiteto. Em 2011 iniciou um namoro com a atriz Mayara Magri, que terminou em 2015.. 

## Trabalhos mais notórios
Flávio é muito lembrado por seu trabalho em Tieta e recentemente tem se decidado ao teatro e como comentarista de política no Jornal da cultura. 

## Filmografia

### Televisão
| Ano  | Título                       | Papel                    | Nota                                    | Emissora      |
| ---- | ---------------------------- | ------------------------ | --------------------------------------- | ------------- |
| 1970 | Simplesmente Maria           | Raul                     |                                         | TV Tupi       |
| 1971 | Hospital                     | Dr. Celso                |                                         | TV Tupi       |
| 1971 | O Preço de um Homem          | Carlos                   |                                         | TV Tupi       |
| 1972 | Vila Sésamo                  | Antônio                  |                                         | TV Globo      |
| 1973 | A Volta de Beto Rockfeller   | Eduardo (Dudu)           |                                         | TV Tupi       |
| 1973 | As Divinas... e Maravilhosas | Walter                   |                                         | TV Tupi       |
| 1973 | Mulheres de Areia            | Ricardo                  |                                         | TV Tupi       |
| 1974 | O Machão                     | Edmundo                  |                                         | TV Tupi       |
| 1975 | Meu Rico Português           | Daniel Castilho          |                                         | TV Tupi       |
| 1975 | Um Dia, o Amor               | Walter                   |                                         | TV Tupi       |
| 1977 | Éramos Seis                  | Lúcio                    |                                         | TV Tupi       |
| 1978 | Salário Mínimo               | Rui                      |                                         | TV Tupi       |
| 1979 | Dinheiro Vivo                | Eduardo                  |                                         | TV Tupi       |
| 1979 | O Todo Poderoso              | Jonas                    |                                         | Band          |
| 1981 | O Fiel e a Pedra             | Bernardo                 |                                         | TV Cultura    |
| 1981 | O Resto É Silêncio           | Ricardo                  |                                         | TV Cultura    |
| 1981 | O Vento do Mar Aberto        | Bento                    |                                         | TV Cultura    |
| 1981 | Partidas Dobradas            | Otávio                   |                                         | TV Cultura    |
| 1982 | Destino                      | Fernando Lascorain       |                                         | SBT           |
| 1983 | Sabor de Mel                 | Guilherme                |                                         | Band          |
| 1983 | Casa de Irene                | João José Bernardo       |                                         | Band          |
| 1984 | Amor com Amor Se Paga        | Tito Mourão              |                                         | TV Globo      |
| 1984 | Corpo a Corpo                | Raul Monteiro / Diabo    |                                         | TV Globo      |
| 1986 | Cambalacho                   | Athos Trancoso           |                                         | TV Globo      |
| 1987 | O Outro                      | Benjamin                 |                                         | TV Globo      |
| 1988 | Olho por Olho                | Justo Falcão             |                                         | Rede Manchete |
| 1989 | Tieta                        | Comandante Dário Queiroz |                                         | TV Globo      |
| 1990 | Escrava Anastácia            | Dom Antônio              |                                         | Rede Manchete |
| 1990 | Araponga                     | João Paulo Nogueira      |                                         | TV Globo      |
| 1991 | Grande Pai                   | Arthur                   |                                         | SBT           |
| 1993 | Sonho Meu                    | João Fontana             |                                         | TV Globo      |
| 1995 | Irmãos Coragem               | Delegado Gérson Louzada  |                                         | TV Globo      |
| 1995 | Você Decide                  |                          | Episódio: "Veneno Ambiente"             | TV Globo      |
| 1996 | Quem É Você?                 | Fábio Meirelles          |                                         | TV Globo      |
| 1997 | A Indomada                   | Richard da Silva Taylor  |                                         | TV Globo      |
| 1998 | Corpo Dourado                | Orlando Faria            |                                         | TV Globo      |
| 1998 | Você Decide                  | Dr. Henrique             | Episódio: "Garoto de Programa"          | TV Globo      |
| 1999 | Força de Um Desejo           | Nereu                    |                                         | TV Globo      |
| 1999 | Malhação                     | Túlio                    | Participação especial                   | TV Globo      |
| 1999 | Você Decide                  | Inaldo                   | Episódio: "Numa Sexta-Feira 13: Part 1" | TV Globo      |
| 1999 | Você Decide                  | Inaldo                   | Episódio: "Numa Sexta-Feira 13: Part 2" | TV Globo      |
| 2000 | Você Decide                  | Maurício                 | Episódio: "Transas de Família: Part 4"  | TV Globo      |
| 2000 | Esplendor                    | Arnaldo                  |                                         | TV Globo      |
| 2001 | Porto dos Milagres           | Deodato Pereira          |                                         | TV Globo      |
| 2002 | Lusitana Paixão              | Castro Guimarães         |                                         | RTP1          |
| 2002 | O Quinto dos Infernos        | Cauper                   |                                         | TV Globo      |
| 2004 | Senhora do Destino           | Dr. Jorge Maciel         |                                         | TV Globo      |
| 2005 | Os Ricos Também Choram       | Evaristo Martins         |                                         | SBT           |
| 2006 | Paixões Proibidas            | Domingos de Azevedo      |                                         | Band          |
| 2007 | É Verdade ou é Mentira       | Apresentador             |                                         | Band          |
| 2008 | Revelação                    | George Castelli          |                                         | SBT           |
| 2012 | As Brasileiras               | Luiz Felipe Stein        | Episódio" "A Venenosa de Sampa"         | TV Globo      |
| 2014 | Império                      | Reginaldo Santos         |                                         | TV Globo      |
| 2016 | Jornal da Cultura            | Comentarista             |                                         | TV Cultura    |
| 2017 | Apocalipse                   | Stefano Nicolazzi        |                                         | RecordTV      |
| 2019 | Jezabel                      | Nabote                   |                                         | RecordTV      |
| 2021 | Gênesis                      | Deus (voz)               |                                         | RecordTV      |
| 2021 | A Bíblia                     | Deus (voz)               |                                         | RecordTV      |
| 2022 | Reis                         | Deus (voz)               |                                         | RecordTV      |

### Dublagens
- 2ª voz do Major Nelson (Larry Hagman) em Jeannie é um Gênio
- Maguila no desenho Maguila, o Gorila
- Matraca-trica no desenho Matraca-trica e Fofoquinha
- O personagem Steve Andrews, interpretado por Steve McQueen, em  A Bolha Assassina (1958).

### Cinema
| Ano  | Título                          | Papel               |
| ---- | ------------------------------- | ------------------- |
| 1976 | Senhora                         | Eduardo Abreu       |
| 1976 | Excitação                       | Renato              |
| 1982 | O Homem do Pau-brasil           | Oswald de Andrade   |
| 1983 | Gabriela                        | Mundinho Falcão     |
| 1985 | Além da Paixão                  | Roberto             |
| 1989 | Faca de Dois Gumes              | Marco Aurélio Amado |
| 2002 | Sonhos Tropicais                | Cardoso de Castro   |
| 2008 | O Mistério da Estrada de Sintra | Nicázio Puebla      |
| 2012 | Gosto de Fel                    | Delegado Silveira   |
| 2013 | O Caso Letícia                  | Dr. Carlos          |
| 2014 | O Candidato Honesto             | Montanaro           |
| 2014 | S.O.S. Mulheres ao Mar          | Afonso Queiroz      |